# Marsdenia trilobata
Marsdenia trilobata är en oleanderväxtart som beskrevs av P.I. Forster. Marsdenia trilobata ingår i släktet Marsdenia och familjen oleanderväxter. Inga underarter finns listade i Catalogue of Life.